# 田華閣

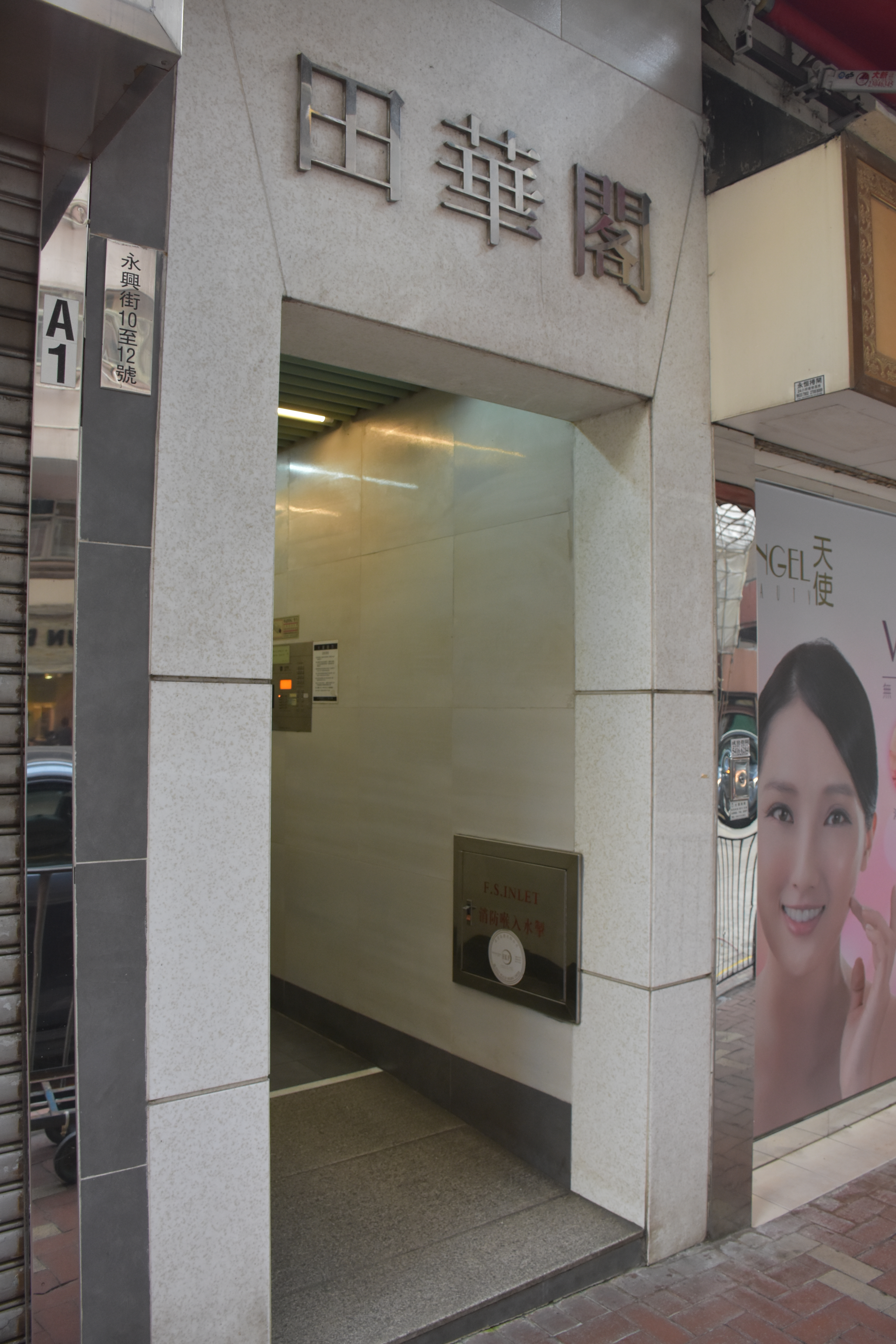
田華閣主入口

田華閣（英語：Timmar Court），是香港銅鑼灣的一單幢式私人物業，位於永興街10-12號，發展商為合和實業。大廈為一梯兩伙設計，共提供38個住宅單位，於1977年落成入伙。

## 位置和特色
田華閣座落於銅鑼灣東面的永興街，鄰近清風街，永興街是告士打道車輛前往英皇道的必經之路，故平日交通流量非常高，交通亦十分方便。田華閣樓高19層，其中大廈地下設有數間商舖，2樓及3樓為商業樓面，住宅樓層由4樓開始，故最頂層為22樓。田華閣為一梯兩伙式設計，設有兩部升降機，左右兩翼均為建築面積691呎的單位，實用率達80%。單位景觀以向北樓景為主，而離大廈不遠的東面山坡上為庇利羅士女子中學，樓層不高，大廈高層單位望向東北方因而可遠眺雲景道一帶。
合和曾於1977年報章張貼售樓廣告介紹田華閣的優點：
- 位於交通樞紐，鄰近為維多利亞公園。
- 兩房兩廳，室內無陣柱，間格實用。
- 高級鋁窗，入牆衣柜，精美廚柜，冷熱水喉，煤氣水電樣樣齊全，即買即住，無需裝修。
- 意大利雲石大堂，氣派豪華。
- 經驗管理，防盜系統完善。

田華閣過去曾經進行翻新工程，其中大廈髹上以奶白色、橘色為主的外牆色彩，大廈主入口亦鋪上雲石美化，但保留了位於大廈頂層升降機槽外牆的「田華閣」書法字體。以下為大廈資料：
| 田華閣資料   | 田華閣資料 | 田華閣資料 | 田華閣資料 |
| ------------ | ---------- | ---------- | ---------- |
| 大廈層數     | 每層伙數   | 單位數目   | 入伙日期   |
| 19（4-22樓） | 2          | 38         | 1977年12月 |

另外，基於田華閣座落的銅鑼灣東部旺中帶靜，近年附近開設了愈來愈多的精品酒店及服務式住宅。

## 鄰近設施
- 銅鑼灣皇悅酒店
- 庇利羅士女子中學
- 香港YUVE酒店
- 衡軒服務式住宅
- 晉逸維園精品酒店銅鑼灣
- 縉景臺
- 銅鑼灣街市
- 維多利亞公園

## 圖集

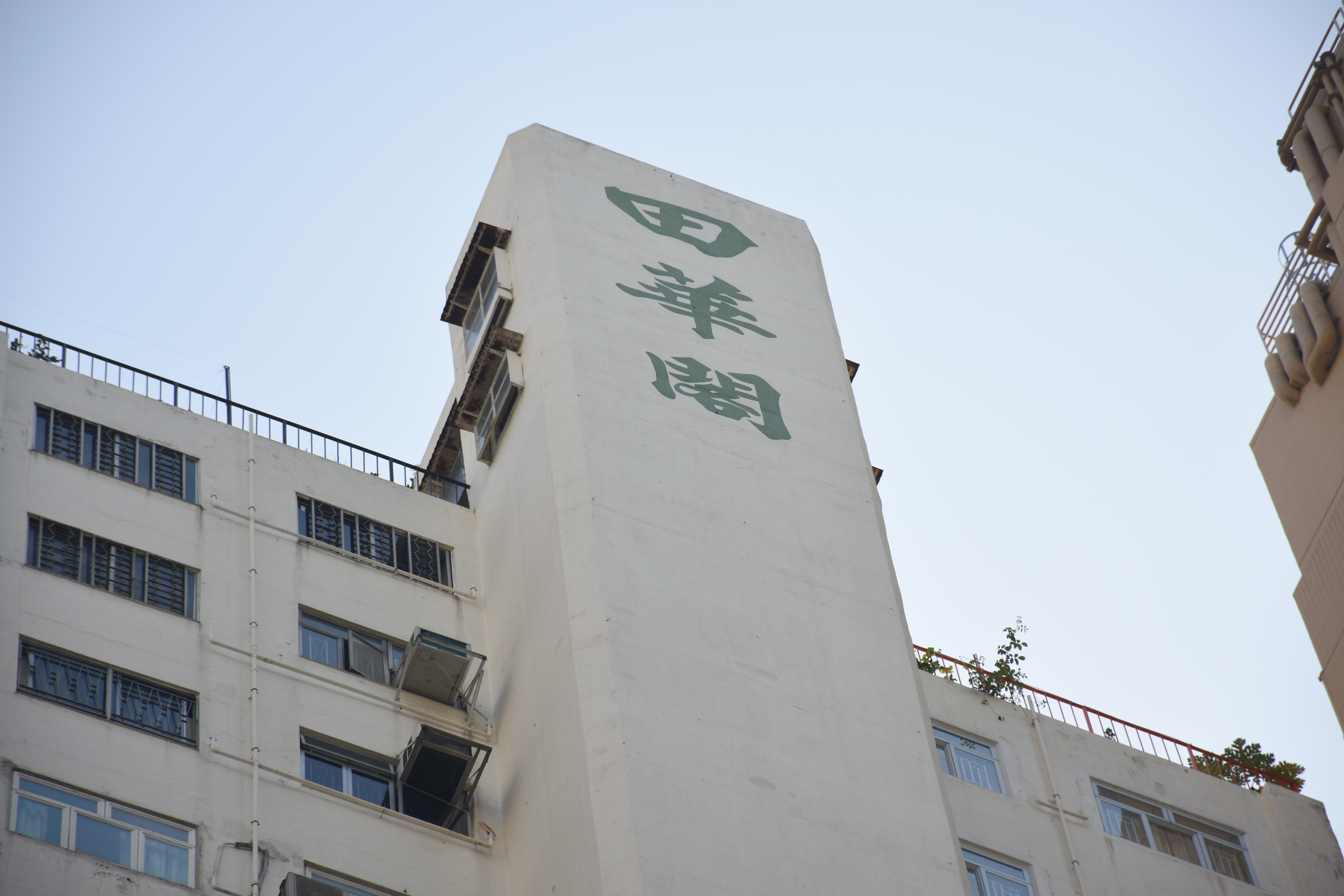
田華閣外牆的書法字體
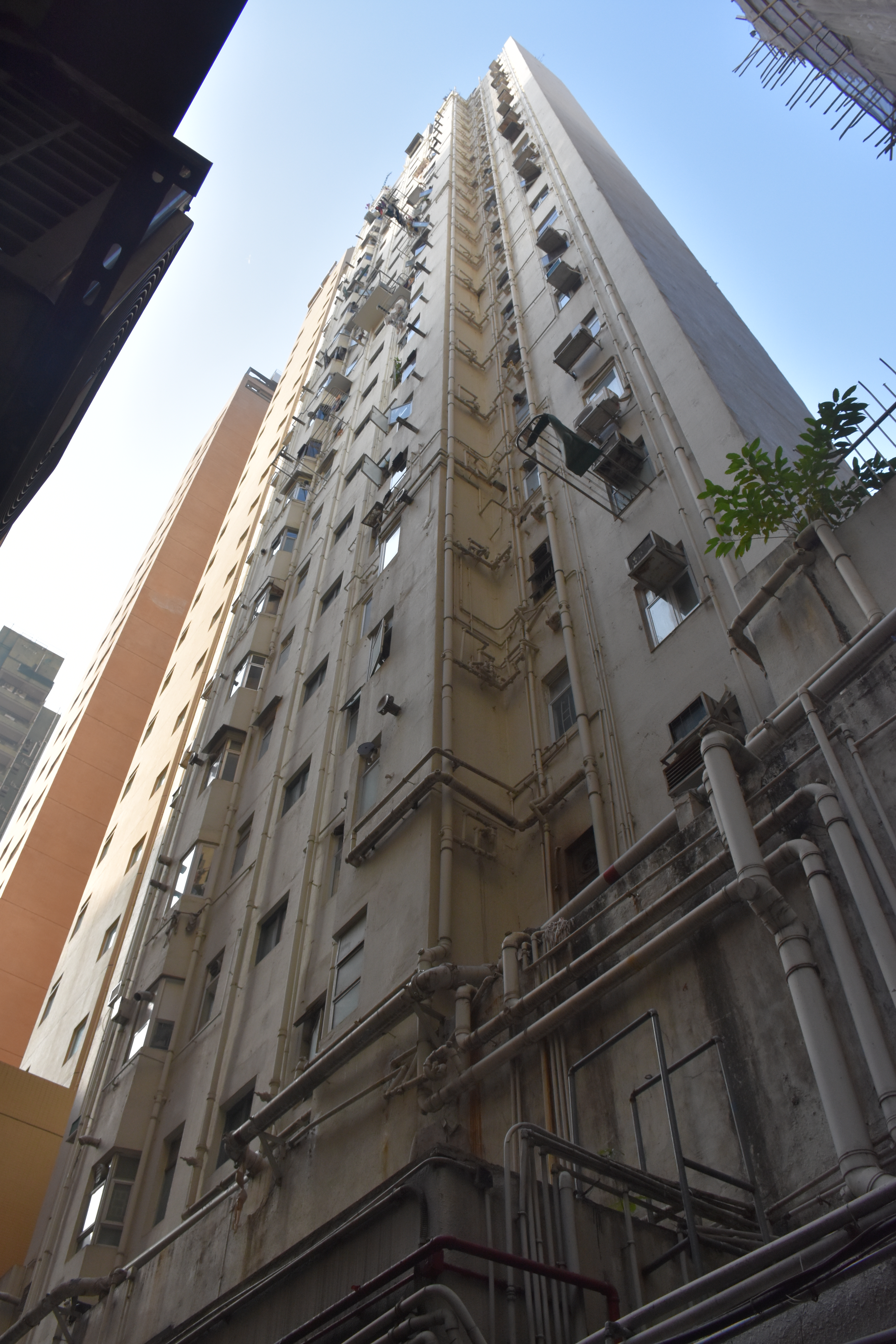
田華閣背面